# Dobongsan
Dobongsan är ett berg i Sydkorea.   Det ligger i provinsen Gyeonggi, i den norra delen av landet, 15 km norr om huvudstaden Seoul. Toppen på Dobongsan är 717 meter över havet, eller 369 meter över den omgivande terrängen. Bredden vid basen är 3,8 km.
Terrängen runt Dobongsan är huvudsakligen kuperad, men åt nordost är den platt. Runt Dobongsan är det mycket tätbefolkat, med 10 000 invånare per kvadratkilometer. Närmaste större samhälle är Seoul, 15,1 km söder om Dobongsan. Runt Dobongsan är det i huvudsak tätbebyggt.